# Чирчубёвурский камень
Чирчубёвурский камень (фар. Kirkjubøsteinurin) — рунический камень, обнаруженный в 1832 году в деревне Чирчубёвур на острове Стреймой, входящем в состав Фарерского архипелага.
Камень был найден под одним из старых фермерских домов. При обнаружении на камне имелись следы строительного раствора, что свидетельствует о том, что когда-то он был вмонтирован в стену. Камень имеет размеры 40 × 19 × 10 см. Судя по всему, от правой стороны камня отколот небольшой фрагмент, не более 4−5 см. Этот кусок мог содержать несколько рун из начала надписи, которая проходит справа налево и нанесена на камень вверх ногами. Размер рунических знаков составляет около 7 см. Надпись выполнена шведско-норвежскими рунами, либо смесью таких рун с датскими.
Существует несколько интерпретаций рунической надписи, содержащейся на камне. Исследователи первой половины XIX века — Ф. Магнусен и Т. Репп — пытались связать содержание надписи с известными историческими фигурами — королём Сверре и Ауд Мудрой, соответственно. Современными учёными эти трактовки надписи считаются надуманными и несостоятельными.
По версии рунолога Л. Виммера, выдвинутой в 1883 году, камень изначально был захоронен в кургане и относится примерно к третьей четверти IX века, а надпись следует читать как uftiʀ ʜruã, в переводе — «в честь Хрои». Трактовка Виммера долгое время была общепризнанной. В частности, на её основе лингвист Д. А. Сейп предложил ещё более раннюю датировку надписи — начало XVIII века.
В противовес версии Виммера в 1884 году филолог Дж. Стивенс предложил прочтение sati mih [поставь меня] uik uft [в честь] uniruo и выдвинул гипотезу о том, что камень является отколотой верхней частью надгробия. Эта версия считается современными учёными недостаточно убедительной, однако она демонстрирует противоречивость прочтения и датировки Виммера.
В 1959 году рунолог М. Стоклунн предложила прочтение in/ãuikuf(i)uniruã и его трактовку др.-сканд. Vigú(l)fi unni róa, в переводе «дать Вигу(ль)фру упокоиться». Она также выдвинула гипотезу о том, что камень является христианским надгробием и в предположении, что христианизация Фарерских островов произошла около 1000 года, предложила в качестве датировки надписи начало XI века. Эта версия подвергалась критике, в частности, филологом Й. Хельгасоном.
После обнаружения камень был помещён в Национальный музей Дании в Копенгагене, а в 2002 году был возвращён на Фарерские острова и выставлен в национальном музее архипелага в Торсхавне.